# Nevidzany (Nitra)
Nevidzany (in ungherese Néved) è un comune della Slovacchia facente parte del distretto di Zlaté Moravce, nella regione di Nitra.